# Équipe de France de football en 2013
Maillots
Actualités
L'équipe de France de football participe en 2013, à la suite et fin des éliminatoires de la Coupe du monde de football 2014.

## Déroulement de la saison

### Objectifs

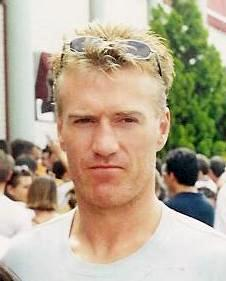
Didier Deschamps vise la qualification pour la coupe du monde 2014 au Brésil.

L'équipe de France commence l'année 2013 avec pour objectif de se qualifier pour la coupe du monde 2014 organisée au Brésil. En effet, en cette année, elle dispute ses cinq derniers matchs de qualifications dans le groupe I, décisifs pour participer au prochain mondial du football. L'équipe de France a fait match nul contre l'Espagne (1-1) et a battu l'Italie (2-1) fin 2012, ce qui laisse présager des espoirs. Didier Deschamps souhaite également faire oublier l'image écornée de l'équipe de football française auprès du public français,.

### Résumé

#### Un début d'année poussif (février-mars)
Le 6 février 2013, l'équipe de France affronte l'Allemagne au Stade de France pour son premier match en 2013, marqué par le 50e anniversaire du traité de l'Élysée (1963). Malgré le forfait de plusieurs joueurs majeurs, la Mannschaft domine cette première période jusqu'à l'ouverture du score de Mathieu Valbuena à la 44e minute à la suite d'un coup franc de Karim Benzema repoussé par la barre transversale. En seconde mi-temps, ce sont les Bleus qui prennent l'ascendant sur les joueurs allemands avec plusieurs occasions nets. Ce manque d'efficacité coûte cher aux français qui encaissent deux buts de Thomas Müller (51e) et de Sami Khedira (74e). La France s'incline donc en amical à domicile 1-2, première défaite des Bleus face à l'Allemagne depuis 1987, payant son manque de réalisme offensif. Malgré cela, Didier Deschamps peut constater la bonne entente sur le terrain entre Mathieu Valbuena et Franck Ribéry, auteurs tous les deux, d'un très bon match,,.
Un mois plus tard, les Bleus accueillent la Géorgie le 23 mars 2013 au Stade de France, trois jours avant le choc contre l'Espagne. Après une première période poussive, la France ouvre le score juste avant la mi-temps sur un but d’Olivier Giroud (45e). Ils inscrivent deux nouveaux buts en seconde période avec Mathieu Valbuena (47e) et Franck Ribéry (61e). Malgré la réduction du score de Alexander Kobakhidze (70e), les Géorgiens s'inclinent 3-1 tandis que la France empoche les trois points. Pour leur première sélection en Bleu, Paul Pogba et Raphaël Varane ont été convaincants. Valbuena, de son côté, impliqué sur les trois buts français, est élu homme du match,,.
Le 26 mars 2013, a lieu ce qui est considéré comme la « finale » du groupe de qualifications : France-Espagne. Ayant fait match nul contre la Finlande trois jours plus tôt, la Roja se doit de faire un bon résultat pour rester dans la course. A contrario, la France peut prendre 5 points d'avance en cas de victoire. Pour ce match, Didier Deschamps a aligné un schéma tactique en 4-3-3. Très vite, les Espagnols mettent la mainmise sur le ballon et domine globalement la première période face à un bloc français très regroupé. En seconde mi-temps, Pedro ouvre la marque à la suite d'un débordement, côté gauche, de Nacho Monreal (58e). Malgré plusieurs occasions franches, les Bleus ne parviennent pas à égaliser et se retrouvent même en infériorité numérique après l'expulsion de Paul Pogba (69e). Finalement, l'Espagne empoche les trois points et reprend la tête de son groupe. De son côté, la France peut nourrir quelques regrets notamment par son manque de réalisme,,.

#### Une tournée sud-américaine manquée (juin)
Dans le cadre de sa tournée sud-américaine, l'équipe de France dispute une première rencontre contre l'Uruguay au stade Centenario, le 5 juin 2013. Avec une équipe titulaire peu expérimentée, les Bleus font une entame assez terne malgré quelques occasions de Dimitri Payet et Mathieu Valbuena. Rentré aux vestiaires sur un score nul et vierge (0-0), la France se fait surprendre par un but de l'attaquant de Liverpool, Luis Suárez (50e minute). Le résultat du match n'évolue pas et la Celeste s'impose 1-0, une première après quatre matchs nuls consécutifs entre les deux pays. Durant ce match, 4 joueurs obtiennent leur première cape : Clément Grenier, Josuha Guilavogui, Eliaquim Mangala et Alexandre Lacazette. Il s'agit, pour l'équipe de France, de sa troisième défaite en quatre matches en 2013, situation inédite depuis 1981,,.
Quelques jours plus tard, le 9 juin 2013, l'équipe de France rencontre l'Équipe du Brésil à la Arena do Grêmio à Porto Alegre. Dès le début, les Bleus rentrent bien dans leur match en empêchant la Seleção de se montrer dangereuse. Au retour des vestiaires, le Brésil se montre plus incisif et agressif, ce qui conduit à l'ouverture du score brésilienne grâce à Oscar (54e). Par la suite, les Français sont complètement étouffés par une belle équipe brésilienne qui marque un second but par Hernanes (84e). L'équipe de France est abattue et s'incline même une troisième fois après un penalty de Lucas Moura après une faute de Mathieu Debuchy sur Marcelo dans le temps additionnel (90e+3). C'est donc sur une défaite 3-0 que l'équipe de France conclut sa tournée en Amérique du Sud. Après le match, Didier Deschamps met en cause l'investissement des joueurs. Pour le sélectionneur, c'est la 5e défaite en 11 matchs depuis sa prise de fonction, le tout à un an de la coupe du monde 2014,,.

#### Une rentrée terne (août)
Le 14 août pour sa rentrée, l'équipe de France se déplace à Bruxelles au Stade Roi-Baudouin pour un match amical contre la Belgique. Marqués par le retour d'Éric Abidal, les Bleus subissent les assauts d'une jeune équipe belge, en voie de se qualifier pour le Mondial 2014. Malgré la vivacité adverse, la France parvient à garder son but inviolé et ramène un nul 0-0. Après trois échecs consécutifs, la série de défaites et de buts encaissés prend fin,,.

#### Des doutes à la qualification (septembre)
En septembre, l'équipe de France reprend les qualifications pour le Mondial 2014 avec deux rencontres à l'extérieur. Le 6 septembre, elle effectue un premier déplacement en Géorgie qu'elle a battue 3-1 au début de l'année. Dans une composition en 4-4-2, les Bleus ont beaucoup d'occasion notamment en fin de match mais les Géorgiens aidés par leur gardien Loria parviennent à neutraliser les Français jusqu'au bout de la partie. C'est une désillusion pour la France qui, selon le sélectionneur Didier Deschamps, « n’est pas le résultat que l’on était venu chercher ». En panne d'efficacité, l'équipe de France enchaîne donc un cinquième match sans marquer, du jamais vu dans l'histoire des Bleus. De plus, ce match nul laisse filer l'Espagne en tête du classement du groupe I,.
Quatre jours plus tard, lors du match contre la Biélorussie, les Bleus déçoivent lors de la première mi-temps, jugée une des plus mauvaises de l'équipe de France, en encaissant un but peu avant la mi-temps à la suite d'une erreur du gardien et capitaine Hugo Lloris. Finalement, après avoir été mené deux fois au score, la France se rattrape et l'emporte 4 buts à 2 avec un doublé de Franck Ribéry, désigné « sauveur des Bleus » et un but de Samir Nasri. Le dernier but tricolore est signé Paul Pogba, le milieu de la Juventus Turin, qui marque par la même occasion son premier but en sélection. Grâce à cette victoire, la France est assurée à 99 % de disputer les barrages. Cette seconde période à Gomel se veut être un « déclic » pour les joueurs et le début d'une nouvelle dynamique,,.

#### Matchs sans enjeux (octobre)
Au mois d'octobre, l'équipe de France dispute deux matchs sans véritable enjeux, puisque la première place du groupe I semble être promise à l'Espagne. Elle doit cependant engranger des points au classement FIFA en vue des barrages. Le 11 octobre, les Bleus affrontent l'Australie en match amical au Parc des Princes. Les Bleus impressionnent lors de ce match en offrant un festival de buts (6-0) et confirment leur deuxième mi-temps face à la Biélorussie. Auteur du premier but, Franck Ribéry donne trois nouvelles passes décisives à ses coéquipiers. Olivier Giroud inscrit quant à lui un doublé dont un superbe lob puis Yohan Cabaye inscrit le quatrième but avant la mi-temps. Au retour des vestiaires, Mathieu Debuchy et Karim Benzema augmentent le score. Ce dernier retrouve le chemin des filets après 1222 minutes sans marquer (dernier but face à l'Estonie le 5 juin 2012). Ce score 6-0 constitue la plus large victoire sous l'ère Didier Deschamps,,.
Quatre jours plus tard, le 15 octobre, l'équipe de France affronte la Finlande pour le dernier match de qualifications pour le Mondial 2014. D'emblée, les Bleus repartent sur le même rythme que face à l'Australie et Ribéry décoche une frappe sèche sous la barre pour le 1-0. Selon lui, il s'agit de son plus beau but en équipe de France. Les Bleus s'imposent 3 buts à 0 et retrouvent une certaine confiance en attaque avant les barrages du mois de novembre. Par la suite, Olivier Giroud, même si le but est considéré comme un csc, puis Karim Benzema, relégué depuis au poste de remplaçant derrière Giroud, aggrave la marque 3-0. La France termine en beauté sa campagne de qualifications mais doit passer par les barrages à la suite d'une deuxième place au classement,,.

#### Barrages (novembre)
Le 21 octobre 2013, le tirage au sort des rencontres de barrages de la zone européenne attribue l'Ukraine à l'équipe de France. Le match aller se déroule en Ukraine et le match retour en France. Les Bleus évitent ainsi le Portugal de Ronaldo.
Toutefois après ce regain de forme, une nouvelle désillusion semble se profiler à l'horizon après une défaite en match aller des barrages contre l'Ukraine (0-2). En effet, dans l'histoire des éliminatoires de la coupe du monde aucune équipe n'a réussi à se qualifier après une défaite par deux buts d'écart au match aller. Cependant les Bleus réussissent l'exploit en battant l'Ukraine au match retour (3-0), avec un doublé de Mamadou Sakho et un but de Karim Benzema, et se qualifient pour le Mondial 2014.

### Évolution du coefficient FIFA
Le tableau ci-dessous présente les coefficients mensuels de l'équipe de France publiés par la FIFA durant l'année 2013.
| Mois | janvier | février | mars | avril | mai | juin | juillet | août | septembre | octobre | novembre | décembre |
| Rang | 17      | 17      | 17   | 18    | 18  | 18   | 23      | 23   | 25        | 21      | 19       | 20       |

### Bilan en cours

#### Bilan annuel
En 2013, l'équipe de France dispute 12 matchs soldés par 5 victoires, 2 nuls et 5 défaites, soit 17 points obtenus. Les Bleus affichent une différence de but positive (+8) avec 20 buts marqués et 12 buts encaissés. Contre l'Australie, la France s'offre sa plus large victoire (6-0) sous l'ère Didier Deschamps avec 6 buts inscrits, ce qui n'était plus arrivé depuis octobre 2007 et une victoire 6-0 contre les Îles Féroé. Cependant, au cours de l'année 2013, l'équipe de France a enchaîné une série de 5 matchs sans victoire et sans marquer entre mars et septembre.
| Rang | Équipe | Pts | J  | G | N | P | Bp | Bc | Diff |
| ---- | ------ | --- | -- | - | - | - | -- | -- | ---- |
| #    | France | 17  | 12 | 5 | 2 | 5 | 20 | 12 | +8   |

#### Classement du groupe de qualifications
À l'issue de la campagne de qualification, l'équipe de France est classée deuxième de son groupe de qualifications pour la Coupe du monde 2014, derrière l'Espagne. En effet, avec respectivement cinq victoires, deux matchs nuls et une défaite, la France possède 17 points au classement accusant un retard de 3 points sur la Roja. Derrière eux, la Finlande est troisième avec 9 points puis vient la Géorgie qui a 5 points, tandis que la Biélorussie est dernière du groupe avec seulement 4 points en huit rencontres.
De ce fait, grâce sa première place, l'Espagne est qualifiée directement pour le Mondial 2014 tandis que la France doit disputer un barrage aller-retour face à une autre équipe parmi les huit meilleurs deuxièmes des groupes de la zone Europe. Enfin, la Finlande, la Géorgie et la Biélorussie sont éliminés et ne participeront pas à la Coupe du monde organisée au Brésil.
| Rang | Équipe      | Pts | J | G | N | P | Bp | Bc | Diff |  | Résultats (▼ dom., ► ext.) |     |     |     |     |     |
| ---- | ----------- | --- | - | - | - | - | -- | -- | ---- |  | -------------------------- | --- | --- | --- | --- | --- |
| 1    | Espagne     | 20  | 8 | 6 | 2 | 0 | 14 | 3  | +11  |  | Espagne                    |     | 1-1 | 1-1 | 2-0 | 2-1 |
| 2    | France      | 17  | 8 | 5 | 2 | 1 | 15 | 6  | +9   |  | France                     | 0-1 |     | 3-0 | 3-1 | 3-1 |
| 3    | Finlande    | 9   | 8 | 2 | 3 | 2 | 5  | 9  | -4   |  | Finlande                   | 0-2 | 0-1 |     | 1-1 | 1-0 |
| 4    | Géorgie     | 5   | 8 | 1 | 2 | 4 | 3  | 10 | -7   |  | Géorgie                    | 0-1 | 0-0 | 0-1 |     | 1-0 |
| 5    | Biélorussie | 4   | 8 | 1 | 1 | 6 | 7  | 16 | -9   |  | Biélorussie                | 0-4 | 2-4 | 1-1 | 2-0 |     |

#### Barrage
Lors du match aller, à Kiev, l'Ukraine s'impose nettement 2-0 à domicile. Les statistiques ne sont alors pas en faveur de l'équipe de France : aucune équipe de la zone Europe n'a réussit à remonter deux buts en barrage. Mais lors du match retour au Stade de France, les Bleus parviennent à réaliser l'exploit et remporte le match 3-0. Avec un score cumulé de 3-2, les Français décrochent leur qualification pour la coupe du monde 2014 au Brésil. Il s'agit de leur cinquième qualification consécutive pour un Mondial depuis 1994.
| Équipe 1 | Résultat | Équipe 2 | Aller | Retour |
| -------- | -------- | -------- | ----- | ------ |
| Ukraine  | 2 - 3    | France   | 2 - 0 | 0 - 3  |

## Joueurs et encadrement

### Appelés récemment
Les joueurs suivants ne font pas partie du dernier groupe appelé en novembre mais ont été retenus en équipe nationale durant l'année.
Les joueurs qui comportent le signe , sont blessés au moment de la convocation.
| Pos. | Nom                 | Date de Naissance | Sél. | Buts | Club                   | Dernier appel                     |
| ---- | ------------------- | ----------------- | ---- | ---- | ---------------------- | --------------------------------- |
| DF   | Rod Fanni           | 6 décembre 1981   | 5    | 0    | Olympique de Marseille | vs Finlande, 15 octobre 2013      |
| GB   | Stéphane Ruffier    | 27 septembre 1986 | 1    | 0    | AS Saint-Étienne       | vs Finlande, 15 octobre 2013      |
| DF   | Kurt Zouma          | 27 octobre 1994   | 0    | 0    | AS Saint-Étienne       | vs Finlande, 15 octobre 2013      |
| DF   | Adil Rami           | 27 décembre 1985  | 26   | 1    | Valence                | vs Biélorussie, 10 septembre 2013 |
| AT   | André-Pierre Gignac | 5 décembre 1985   | 17   | 4    | Olympique de Marseille | vs Biélorussie, 10 septembre 2013 |
| ML   | Maxime Gonalons     | 10 mai 1989       | 6    | 0    | Olympique lyonnais     | vs Biélorussie, 10 septembre 2013 |
| ML   | Josuha Guilavogui   | 19 septembre 1990 | 5    | 0    | Atlético Madrid        | vs Biélorussie, 10 septembre 2013 |
| DF   | Eliaquim Mangala    | 13 février 1991   | 1    | 0    | FC Porto               | vs Biélorussie, 10 septembre 2013 |
| ML   | Geoffrey Kondogbia  | 15 février 1993   | 1    | 0    | AS Monaco              | vs Biélorussie, 10 septembre 2013 |
| ML   | Étienne Capoue      | 11 juillet 1988   | 7    | 1    | Tottenham              | vs Belgique, 14 août 2013         |
| ML   | Yoann Gourcuff      | 11 juillet 1986   | 31   | 4    | Olympique lyonnais     | vs Brésil, 9 juin 2013            |
| DF   | Jérémy Mathieu      | 26 octobre 1983   | 3    | 0    | Valence                | vs Brésil, 9 juin 2013            |
| DF   | Benoît Trémoulinas  | 28 décembre 1985  | 2    | 0    | Dynamo Kiev            | vs Brésil, 9 juin 2013            |
| AT   | Alexandre Lacazette | 28 mai 1991       | 2    | 0    | Olympique lyonnais     | vs Brésil, 9 juin 2013            |
| AT   | Jérémy Ménez        | 7 mai 1987        | 24   | 2    | Paris SG               | vs Espagne, 26 mars 2013          |
| DF   | Christophe Jallet   | 31 octobre 1983   | 5    | 1    | Paris SG               | vs Espagne, 26 mars 2013          |
| DF   | Mapou Yanga-Mbiwa   | 15 mai 1989       | 3    | 0    | Newcastle              | vs Espagne, 26 mars 2013          |
| AT   | Romain Alessandrini | 3 avril 1989      | 0    | 0    | Stade rennais          | vs Allemagne, 6 février 2013      |

## Matchs
| Date              | Stade, Ville, Pays                      | Adversaire  | Score | Comp |
| 6 février 2013    | Stade de France Saint-Denis, France     | Allemagne   | 1 – 2 | A    |
| 22 mars 2013      | Stade de France Saint-Denis, France     | Géorgie     | 3 – 1 | QCM  |
| 26 mars 2013      | Stade de France Saint-Denis, France     | Espagne     | 0 – 1 | QCM  |
| 5 juin 2013       | Stade Centenario Montevideo, Uruguay    | Uruguay     | 1 – 0 | A    |
| 9 juin 2013       | Gremio Arena Porto Alegre, Brésil       | Brésil      | 3 – 0 | A    |
| 14 août 2013      | Stade Roi-Baudouin Bruxelles, Belgique  | Belgique    | 0 – 0 | A    |
| 6 septembre 2013  | Stade Boris Paichadze Tbilissi, Géorgie | Géorgie     | 0 – 0 | QCM  |
| 10 septembre 2013 | Stade central Gomel, Biélorussie        | Biélorussie | 2 – 4 | QCM  |
| 11 octobre 2013   | Parc des Princes Paris, France          | Australie   | 6 – 0 | A    |
| 15 octobre 2013   | Stade de France Saint-Denis, France     | Finlande    | 3 – 0 | QCM  |
| 15 novembre 2013  | Stade olympique Kiev, Ukraine           | Ukraine     | 2 – 0 | QCM  |
| 19 novembre 2013  | Stade de France Saint-Denis, France     | Ukraine     | 3 – 0 | QCM  |

## Statistiques

### Résultats détaillés
| Match amical                                         | France               | 1 – 2   | Allemagne                            | Stade de France Saint-Denis, France                     |                                                         |
| 6 février 2013 · 21 h 00 · Historique des rencontres | Mathieu Valbuena 44e | (1 – 0) | 51e Thomas Müller · 74e Sami Khedira | Spectateurs : 75 000 Arbitrage : Paolo Silvio Mazzoleni | Spectateurs : 75 000 Arbitrage : Paolo Silvio Mazzoleni |
| 6 février 2013 · 21 h 00 · Historique des rencontres | Rapport              |         |                                      | Spectateurs : 75 000 Arbitrage : Paolo Silvio Mazzoleni | Spectateurs : 75 000 Arbitrage : Paolo Silvio Mazzoleni |

| Qualifications Coupe du monde                      | France                                                        | 3 – 1   | Géorgie                  | Stade de France Saint-Denis, France         |                                             |
| 22 mars 2013 · 21 h 00 · Historique des rencontres | Olivier Giroud 45e · Mathieu Valbuena 47e · Franck Ribéry 61e | (1 – 0) | 70e Alexander Kobakhidze | Spectateurs : 77 000 Arbitrage : Ivan Bebek | Spectateurs : 77 000 Arbitrage : Ivan Bebek |
| 22 mars 2013 · 21 h 00 · Historique des rencontres | Rapport                                                       |         |                          | Spectateurs : 77 000 Arbitrage : Ivan Bebek | Spectateurs : 77 000 Arbitrage : Ivan Bebek |

| Qualifications Coupe du monde                      | France  | 0 – 1   | Espagne   | Stade de France Saint-Denis, France            |                                                |
| 26 mars 2013 · 21 h 00 · Historique des rencontres |         | (0 – 0) | 58e Pedro | Spectateurs : 80 000 Arbitrage : Viktor Kassai | Spectateurs : 80 000 Arbitrage : Viktor Kassai |
| 26 mars 2013 · 21 h 00 · Historique des rencontres | Rapport |         |           | Spectateurs : 80 000 Arbitrage : Viktor Kassai | Spectateurs : 80 000 Arbitrage : Viktor Kassai |

| Match amical                                      | Uruguay         | 1 – 0   | France | Stade Centenario Montevideo, Uruguay            |                                                 |
| 5 juin 2013 · 21 h 00 · Historique des rencontres | Luis Suárez 50e | (0 – 0) |        | Spectateurs : 45 000 Arbitrage : Julio Quintana | Spectateurs : 45 000 Arbitrage : Julio Quintana |
| 5 juin 2013 · 21 h 00 · Historique des rencontres | Rapport         |         |        | Spectateurs : 45 000 Arbitrage : Julio Quintana | Spectateurs : 45 000 Arbitrage : Julio Quintana |

| Match amical                                      | Brésil                                              | 3 – 0   | France | Gremio Arena Porto Alegre, Brésil                |                                                  |
| 9 juin 2013 · 21 h 00 · Historique des rencontres | Oscar 54e · Hernanes 84e · Lucas Moura 90+3e (pen.) | (0 – 0) |        | Spectateurs : 51 919 Arbitrage : Víctor Carrillo | Spectateurs : 51 919 Arbitrage : Víctor Carrillo |
| 9 juin 2013 · 21 h 00 · Historique des rencontres | Rapport                                             |         |        | Spectateurs : 51 919 Arbitrage : Víctor Carrillo | Spectateurs : 51 919 Arbitrage : Víctor Carrillo |

| Match amical                                       | Belgique | 0 – 0   | France | Stade Roi-Baudouin Bruxelles, Belgique         |                                                |
| 14 août 2013 · 21 h 00 · Historique des rencontres |          | (0 – 0) |        | Spectateurs : 41 000 Arbitrage : Craig Thomson | Spectateurs : 41 000 Arbitrage : Craig Thomson |
| 14 août 2013 · 21 h 00 · Historique des rencontres | Rapport  |         |        | Spectateurs : 41 000 Arbitrage : Craig Thomson | Spectateurs : 41 000 Arbitrage : Craig Thomson |

| Qualifications Coupe du monde                          | Géorgie | 0 - 0   | France | Stade Boris Paichadze Tbilissi, Géorgie        |                                                |
| 6 septembre 2013 · 21 h 00 · Historique des rencontres |         | (0 – 0) |        | Spectateurs : 25 000 Arbitrage : Firat Aydinus | Spectateurs : 25 000 Arbitrage : Firat Aydinus |
| 6 septembre 2013 · 21 h 00 · Historique des rencontres | Rapport |         |        | Spectateurs : 25 000 Arbitrage : Firat Aydinus | Spectateurs : 25 000 Arbitrage : Firat Aydinus |

| Qualifications Coupe du monde                           | Biélorussie                               | 2 – 4   | France                                                           | Stade central Gomel, Biélorussie                |                                                 |
| 10 septembre 2013 · 21 h 00 · Historique des rencontres | Egor Filipenko 32e · Timofei Kalachev 57e | (1 – 0) | Franck Ribéry 47e (pen.), 64e · Samir Nasri 70e · Paul Pogba 73e | Spectateurs : 14 000 Arbitrage : Daniele Orsato | Spectateurs : 14 000 Arbitrage : Daniele Orsato |
| 10 septembre 2013 · 21 h 00 · Historique des rencontres | Rapport                                   |         |                                                                  | Spectateurs : 14 000 Arbitrage : Daniele Orsato | Spectateurs : 14 000 Arbitrage : Daniele Orsato |

| Match amical                                          | France | 6 - 0   | Australie | Parc des Princes Paris, France               |                                              |
| 11 octobre 2013 · 21 h 00 · Historique des rencontres | Franck Ribéry 8e (pen.) · Olivier Giroud 16e, 27e · Yohan Cabaye 29e · Mathieu Debuchy 47e · Karim Benzema 51e | (4 – 0) |           | Spectateurs : 40 710 Arbitrage : Soares Dias | Spectateurs : 40 710 Arbitrage : Soares Dias |
| 11 octobre 2013 · 21 h 00 · Historique des rencontres | Rapport |         |           | Spectateurs : 40 710 Arbitrage : Soares Dias | Spectateurs : 40 710 Arbitrage : Soares Dias |

| Qualifications Coupe du monde                         | France                                                        | 3 – 0   | Finlande | Stade de France Saint-Denis, France                  |                                                      |
| 15 octobre 2013 · 21 h 00 · Historique des rencontres | Franck Ribéry 8e · Joona Toivio (csc) 76e · Karim Benzema 87e | (1 – 0) |          | Spectateurs : 70 156 Arbitrage : Michael Koukoulakis | Spectateurs : 70 156 Arbitrage : Michael Koukoulakis |
| 15 octobre 2013 · 21 h 00 · Historique des rencontres | Rapport                                                       |         |          | Spectateurs : 70 156 Arbitrage : Michael Koukoulakis | Spectateurs : 70 156 Arbitrage : Michael Koukoulakis |

| Barrage - Coupe du monde                               | Ukraine                                          | 2 – 0   | France | Stade olympique Kiev, Ukraine                 |                                               |
| 15 novembre 2013 · 21 h 00 · Historique des rencontres | Roman Zozulia 61e · Andriy Yarmolenko 82e (pen.) | (0 – 0) |        | Spectateurs : 67 732 Arbitrage : Cüneyt Çakir | Spectateurs : 67 732 Arbitrage : Cüneyt Çakir |
| 15 novembre 2013 · 21 h 00 · Historique des rencontres | Rapport                                          |         |        | Spectateurs : 67 732 Arbitrage : Cüneyt Çakir | Spectateurs : 67 732 Arbitrage : Cüneyt Çakir |

| Qualifications Coupe du monde                          | France                                     | 3 - 0   | Ukraine | Stade de France Saint-Denis, France            |                                                |
| 19 novembre 2013 · 21 h 00 · Historique des rencontres | Mamadou Sakho 22e, 72e · Karim Benzema 34e | (2 - 0) |         | Spectateurs : 77 000 Arbitrage : Damir Skomina | Spectateurs : 77 000 Arbitrage : Damir Skomina |
| 19 novembre 2013 · 21 h 00 · Historique des rencontres | rapport                                    |         |         | Spectateurs : 77 000 Arbitrage : Damir Skomina | Spectateurs : 77 000 Arbitrage : Damir Skomina |

### Temps de jeu des joueurs
| Joueurs                                                   |    |    |    |    |    |    |    |       |    |    |    |    |
| Gardiens de but                                           |    |    |    |    |    |    |    |       |    |    |    |    |
| Hugo Lloris (Tottenham Hotspur)                           | 90 | 90 | 90 |    | 90 | 90 | 90 | 90    | 90 | 90 | 90 | 90 |
| Steve Mandanda (Olympique de Marseille)                   |    |    |    | 90 |    |    |    |       |    |    |    |    |
| Défenseurs                                                |    |    |    |    |    |    |    |       |    |    |    |    |
| Bacary Sagna (Arsenal FC)                                 | 90 |    |    | 90 |    | 90 | 90 | 90    |    |    |    | 12 |
| Christophe Jallet (Paris Saint-Germain)                   |    | 90 | 90 |    |    |    |    |       |    |    |    |    |
| Mathieu Debuchy (Newcastle United)                        |    |    |    |    | 90 |    |    |       | 90 | 90 | 90 | 78 |
| Raphaël Varane (Real Madrid CF)                           |    | 90 | 90 |    |    |    |    |       | 90 |    |    | 90 |
| Adil Rami (Valence CF)                                    | 45 |    |    |    | 90 |    |    |       |    |    |    |    |
| Laurent Koscielny (Arsenal FC)                            | 45 |    | 90 | 90 |    | 90 | 90 | 90    |    | 90 | 90 |    |
| Mamadou Sakho (Paris SG)                                  | 90 | 90 |    |    | 90 |    |    |       | 43 |    |    | 90 |
| Éric Abidal (AS Monaco)                                   |    |    |    |    |    | 90 | 90 | 90    | 47 | 90 | 90 |    |
| Eliaquim Mangala (FC Porto)                               |    |    |    | 90 |    |    |    |       |    |    |    |    |
| Patrice Évra (Manchester United)                          | 90 |    | 90 |    |    |    | 90 |       | 63 | 90 | 90 | 90 |
| Gaël Clichy (Manchester City)                             |    | 90 |    |    |    | 90 |    | 90    | 27 |    |    |    |
| Jérémy Mathieu (Valence CF)                               |    |    |    |    | 90 |    |    |       |    |    |    |    |
| Benoît Trémoulinas (Girondins de Bordeaux)                |    |    |    | 90 |    |    |    |       |    |    |    |    |
| Milieux                                                   |    |    |    |    |    |    |    |       |    |    |    |    |
| Yohan Cabaye (Newcastle United)                           | 90 |    | 69 | 14 | 82 |    |    |       | 83 | 20 |    | 90 |
| Paul Pogba (Juventus Turin)                               |    | 90 | 78 |    |    |    |    | 90But | 62 | 90 | 90 | 90 |
| Geoffrey Kondogbia (FC Séville)/(AS Monaco)               |    |    |    |    |    | 63 |    |       |    |    |    |    |
| Clément Grenier (Olympique lyonnais)                      |    |    |    | 23 | 20 | 16 |    |       |    |    |    |    |
| Mathieu Valbuena (Olympique de Marseille)                 | 86 | 66 | 90 | 67 | 70 | 74 | 90 | 90    | 28 | 90 | 10 | 90 |
| Étienne Capoue (Toulouse FC)/(Tottenham)                  | 45 |    |    | 67 |    | 27 |    |       |    |    |    |    |
| Josuha Guilavogui (AS Saint-Étienne)/(Atlético de Madrid) |    |    |    | 23 | 90 | 90 | 79 | 4     |    |    |    |    |
| Blaise Matuidi (Paris SG)                                 | 45 | 67 | 90 | 76 | 70 |    |    | 90    | 28 | 70 | 90 | 90 |
| Moussa Sissoko (Newcastle United)                         | 80 | 27 | 8  |    |    |    | 90 | 10    | 7  |    | 23 |    |
| Yoann Gourcuff (Olympique lyonnais)                       |    |    |    | 58 |    |    |    |       |    |    |    |    |
| Samir Nasri (Manchester City)                             |    |    |    |    |    | 27 | 11 | 61    | 90 | 71 | 80 |    |
| Attaquants                                                |    |    |    |    |    |    |    |       |    |    |    |    |
| Franck Ribéry (Bayern Munich)                             | 90 | 77 | 90 |    |    | 90 | 90 | 80    | 62 | 90 | 90 | 90 |
| Jérémy Ménez (Paris SG)                                   | 4  | 13 | 21 |    |    |    |    |       |    |    |    |    |
| Loïc Rémy (Queens Park Rangers)                           |    | 24 |    |    |    |    |    |       | 90 | 19 | 66 |    |
| Dimitri Payet (LOSC Lille)/(Olympique de Marseille)       |    |    |    | 90 | 90 | 63 |    | 61    |    |    |    |    |
| Alexandre Lacazette (Olympique lyonnais)                  |    |    |    | 32 | 20 |    |    |       |    |    |    |    |
| Olivier Giroud (Arsenal FC)                               | 10 | 90 | 2  | 58 | 19 | 16 | 90 | 90    | 47 | 81 | 70 | 8  |
| Karim Benzema (Real Madrid)                               | 90 | 90 | 82 |    | 71 | 74 | 62 |       | 43 | 9  | 20 | 82 |
| Bafétimbi Gomis (Olympique lyonnais)                      |    |    |    | 32 | 20 |    |    |       |    |    |    |    |
| André-Pierre Gignac (Olympique de Marseille)              |    |    |    |    |    |    | 28 |       |    |    |    |    |

### Buteurs
5 buts          
- Franck Ribéry ( Géorgie,  Biélorussie x2,  Australie,  Finlande)

3 but      
- Olivier Giroud ( Géorgie,  Australie x2)
- Karim Benzema ( Australie,  Finlande,  Ukraine)

2 buts    
- Mathieu Valbuena ( Allemagne,  Géorgie)
- Mamadou Sakho ( Ukraine x2)

1 but  
- Samir Nasri ( Biélorussie)
- Paul Pogba ( Biélorussie)
- Yohan Cabaye ( Australie)
- Mathieu Debuchy ( Australie)

### Passeurs décisifs
5 passes
- Franck Ribéry ( Géorgie pour Mathieu Valbuena,  Australie pour Karim Benzema, pour Yohan Cabaye, pour Olivier Giroud,  Finlande pour Karim Benzema)

4 passes
- Mathieu Valbuena ( Géorgie pour Olivier Giroud, pour Franck Ribéry,  Biélorussie pour Franck Ribéry, pour Samir Nasri)

1 passe
- Moussa Sissoko ( Allemagne pour Mathieu Valbuena)
- Samir Nasri ( Australie pour Olivier Giroud)

## Aspects socio-économiques

### Maillots
L'équipe de France porte en 2013 un maillot confectionné par Nike, l'équipementier des Bleus depuis 2011.
Concernant le maillot domicile, les Bleus conservent le même que celui de l'année précédente, toujours composé de lignes horizontales de la marinière, insérées de manière plutôt discrète avec un bleu plus foncé que celui qui recouvre l'intégralité du maillot. Le maillot extérieur est, quant à lui, dévoilé le 26 février 2013 par Nike. Contrairement à l'année précédente, l'équipementier américain a cette fois-ci opté pour une parure le bleu ciel avec un liseré tricolore sur chaque manche et la devise « Nos différences nous unissent » présente sur les maillots des Bleus depuis 2011. Il justifie ce choix par un communiqué : « Comme pour accompagner les nouvelles ambitions des équipes de France, Nike a fait le choix d’une nouvelle couleur. Si la tenue se veut avant tout sobre et élégante, de nombreux détails permettent de célébrer le style français, qu’il s’agisse du liseré bleu blanc rouge, ou bien encore du col façon chemise, muni d’une longue patte de boutonnage ». Il est arboré pour la première fois par les joueurs de l'équipe de France le 22 mars 2013 contre la Géorgie au stade de France. Ces tuniques sont celles utilisées lors des éliminatoires du Mondial 2014 ainsi que les matchs amicaux de l'année 2013,.
| Couleurs | Bleu et blanc |
| Marque   | Nike          |
| Domicile | Extérieur     |

### Audiences télévisuelles
| Jour de diffusion | Match                | Compétition                                        | Diffuseur | Téléspectateurs | Part d'audience | Référence         |
| 6 février 2013    | France – Allemagne   | Amical                                             | TF1       | 6 495 000       | 26,6 %          | [ 38 ]            |
| 22 mars 2013      | France – Géorgie     | Qualification Coupe du monde 2014                  | TF1       | 7 106 000       | 29 %            | [réf. nécessaire] |
| 26 mars 2013      | France – Espagne     | Qualification Coupe du monde 2014                  | TF1       | 10 324 000      | 37,6 %          | [réf. nécessaire] |
| 5 juin 2013       | Uruguay – France     | Amical                                             | TF1       | 4 885 000       | 20,3 %          | [réf. nécessaire] |
| 9 juin 2013       | Brésil – France      | Amical                                             | TF1       | 6 307 000       | 24,8 %          | [ 39 ]            |
| 14 août 2013      | Belgique – France    | Amical                                             | TF1       | 4 429 000       | 24,2 %          | [réf. nécessaire] |
| 6 septembre 2013  | Géorgie – France     | Qualification Coupe du monde 2014                  | M6        | 5 275 000       | 22,5 %          | [ 40 ]            |
| 10 septembre 2013 | Biélorussie – France | Qualification Coupe du monde 2014                  | TF1       | 7 679 000       | 30,9 %          | [réf. nécessaire] |
| 11 octobre 2013   | France – Australie   | Amical                                             | TF1       | 5 999 000       | 25 %            | [réf. nécessaire] |
| 15 octobre 2013   | France – Finlande    | Qualification Coupe du monde 2014                  | TF1       | 7 623 000       | 29,2 %          | [réf. nécessaire] |
| 15 novembre 2013  | Ukraine – France     | Qualification Coupe du monde 2014 (Barrage aller)  | TF1       | 9 329 000       | 35,7 %          | [réf. nécessaire] |
| 19 novembre 2013  | France – Ukraine     | Qualification Coupe du monde 2014 (Barrage retour) | TF1       | 13 278 000      | 46,0 %          | [réf. nécessaire] |